# Filippo Sassetti
Filippo Sassetti   (Florència, 26 de setembre de 1540 - Goa, 3 de setembre de 1588) va ser un viatger i comerciant d'una llarga família mercantil florentina. Tot i que el seu pare va vendre els negocis familiars i va haver de començar com a empleat en un negoci mercant, Sassetti es va matricular el 1568 a la Universitat de Pisa i va tenir una formació humanista; coneixia la botànica, la geografia, l'astronomia i la cosmografia i tenia curiositat per la filologia i les llengües clàssiques.
Es va establir a Lisboa entre 1578 i 1582, i posteriorment va viatjar al subcontinent indi, on va assolir Kochi el novembre de 1583, i es va quedar entre Kochi i Goa i a la costa Malabar que els uneix, fins a la seva mort. És conegut per la posteritat per les trenta-dues cartes detallades que va enviar a membres del patriciat florentí i el Duc Magnífic de Toscana; que no van ser publicades fins a segles després de la seva mort. Sassetti, un observador atent de persones i costums, va ser dels primers observadors europeus en estudiar la llengua índia antiga, el sànscrit. En un escrit privat al seu company Florentine Bernardo Davanzati el 1585, va anotar algunes semblances en paraules entre el sànscrit i l'italià (p. ex. deva/dio 'Déu', sarpa/serpe 'serp', sapta/sette 'set', ashta/otto 'vuit', nava/nove 'nou').
Aquesta observació inèdita avui s'acredita com a presagi del descobriment posterior de la família de llengües indoeuropees. Sassetti va morir a Goa, Índia, el 1588.